# Złącze szczelinowe
Złącza szczelinowe, połączenia komunikacyjne – kanały białkowe przebiegające z jednej komórki do drugiej umożliwiając bezpośrednią wymianę cząsteczek znajdujących się w ich cytoplazmie. Ze względu na niewielką średnicę kanału wymiana ta jest ograniczona do bardzo małych cząsteczek i jonów nieorganicznych, a także niektórych cukrów i nukleotydów.